# Penaia Ganilau
Ratu Sir Penaia Kanatabatu Ganilau, né le 28 juillet 1918 à Taveuni et mort le 15 décembre 1993 à Washington, D.C.,, est un grand chef autochtone, militaire et homme d'État fidjien, dernier gouverneur général puis premier président de la République.

## Biographie
Né dans la colonie britannique des Fidji, il est issu de l'aristocratie coutumière autochtone. Il étudie au Wadham College de l'université d'Oxford. Jeune homme, il prend part à l'équipe nationale fidjienne de rugby en tournée en Nouvelle-Zélande en 1939. En 1947, il intègre l'administration coloniale, à l'instar d'autres chefs autochtones que les autorités coloniales souhaitent concilier et associer au gouvernement de pays. En 1953, en tant que chef coutumier important, il rencontre la jeune reine Élisabeth II en visite aux Fidji ; il conservera par la suite une certaine proximité avec la famille royale britannique, la reine l'appelant familièrement « Peni ». Il intègre les forces armées coloniales, et commande le Premier bataillon du Régiment d'infanterie fidjien déployé par les Britanniques en 1953 contre l'insurrection communiste en Malaisie. Il est récompensé en 1956 de l'ordre du Service distingué, et quitte le service militaire avec le grade de lieutenant-colonel. La même année il est fait Roko Tui Cakaudrove, c'est-à-dire placé à la tête de l'administration autochtone de la province de Cakaudrove. En 1960 il est fait officier de l'ordre de l'Empire britannique.
Après la mort en 1958 de Ratu Sir Lala Sukuna, la figure prédominante incontestée de la communauté autochtone, Ratu Sir Penaia Ganilau dans les années 1960 est le deuxième plus important chef dans la hiérarchie coutumière fidjienne, derrière Ratu Sir George Cakobau, le Vunivalu de Bau, et devant Ratu Sir Edward Cakobau et Ratu Sir Kamisese Mara, également influents. En 1961, il est fait secrétaire aux Affaires fidjiennes (c'est-à-dire autochtones) dans l'administration coloniale. Dans le cadre de la transition du pays vers l'indépendance, il participe à la création du parti de l'Alliance, parti politique conservateur qui vise à conserver l'autorité politique des chefs autochtones sur les Fidji. De 1965 à 1970, il est ministre des Affaires fidjiennes et des autorités locales dans le gouvernement autonome dirigé par Ratu Sir Kamisese Mara, et qui mène le pays à l'indépendance en 1970.
Kamisese Mara demeure Premier ministre après l'indépendance, et Penaia Ganilau devient son ministre des Communications, des Travaux publics et du Tourisme en 1972. Vice-Premier ministre de 1973 à 1983, il est parallèlement ministre de l'Intérieur de 1975 à 1983, et ministre des Affaires fidjiennes et du Développement rural de 1977 à 1983,. En 1974 il est fait chevalier de l'ordre de l'Empire britannique (KBE). En 1983, il succède à Ratu Sir George Cakobau comme gouverneur général des Fidji, c'est-à-dire comme représentant cérémoniel de la reine des Fidji, Élisabeth II, dont le rôle est symbolique ; c'est le Premier ministre qui exerce le pouvoir exécutif. Il est fait chevalier de l'ordre royal de Victoria en 1982, puis chevalier grand-croix de l'ordre de Saint-Michel et Saint-Georges en 1983.
Kamisese Mara et son parti de l'Alliance perdent les élections législatives d'avril 1987, après vingt ans à la direction du pays. À regret, le gouverneur général Penaia Ganilau nomme Timoci Bavadra, médecin roturier et chef du Parti travailliste, au Poste de Premier ministre. Bavadra forme un gouvernement de coalition avec le Parti de la fédération nationale, qui représente la communauté rurale indo-fidjienne. Quatre semaines plus tard, le gouvernement est renversé par le colonel Sitiveni Rabuka, qui estime que le pouvoir politique doit demeurer aux mains des autochtones uniquement. Penaia Ganilau condamne le coup d'État, mais son attitude est perçue comme ambivalente, et les démocrates sont déçus de ne pas le voir s'y opposer plus fermement. Il demeure gouverneur général, prend en charge provisoirement le pouvoir exécutif, dissout le Parlement, pardonne formellement à Rabuka et le nomme à la tête des forces armées. Il préside ensuite des négociations entre les différents partis politiques, et annonce en septembre un accord pour la mise en place d'un gouvernement d'union nationale, où les travaillistes partageraient le pouvoir avec le parti de l'Alliance.
Mécontent, Sitiveni Rabuka orchestre un second coup d'État le 25 septembre pour empêcher la mise en place de ce gouvernement. Rabuka prend le pouvoir à la tête d'un régime militaire. En octobre, il révoque la constitution et abolit la monarchie, instituant une république. Penaia Ganilau est ainsi destitué, mais en décembre il accepte d'être le premier président de la nouvelle république, dont le Premier ministre est Kamisese Mara. En 1988 par ailleurs il devient Tui Cakau, chef suprême de la province de Cakaudrove et de la confédération Tovata, confirmant son statut prééminent dans la hiérarchie coutumière fidjienne. En 1990, une nouvelle constitution restreint la participation des citoyens non-autochtones à la vie politique du pays. C'est ainsi que Sitiveni Rabuka, à l'issue des élections législatives d'avril 1992, devient Premier ministre, et donc dirigeant véritable de cette nouvelle république parlementaire. Toujours président, Penaia Ganilau meurt en 1993 aux États-Unis, où il suit un traitement pour sa leucémie.